# Ivan Malinine
Pour les articles homonymes, voir Malinine.
Ivan Pavlovitch Malinine (en russe : Иван Павлович Малинин) est un patineur artistique russe,.

## Biographie

### Carrière sportive
Ivan Malinine est sacré champion de Russie en 1913 et 1914.
Il meurt au front lors de la Première Guerre mondiale.

## Palmarès
| Compétitions                                                               | 1911 | 1912 | 1913 | 1914 |
| Jeux olympiques d'été                                                      |      | X    |      |      |
| Championnats du monde                                                      |      |      | 4e   | 6e   |
| Championnats d'Europe                                                      | 4e   | 2e   |      |      |
| Championnats de Russie                                                     |      |      | 1er  | 1er  |
| Légende : X = Pas de patinage artistique aux Jeux olympiques d'été de 1912 |      |      |      |      |